# St. Margareta (Sulzdorf)

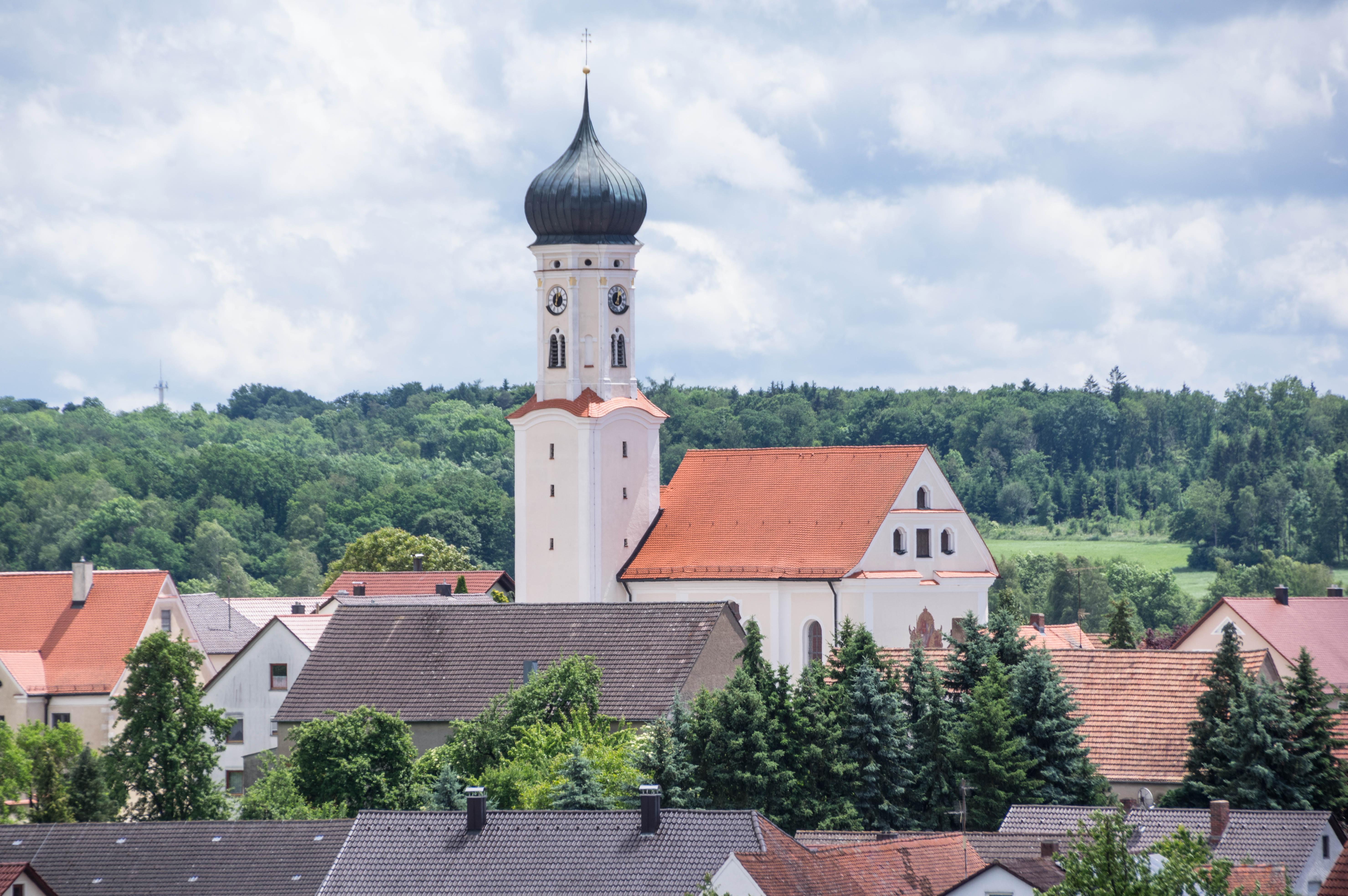
Außenansicht

Die katholische Pfarrkirche St. Margareta steht im Ortsteil Sulzdorf des Marktes Kaisheim im Landkreis Donau-Ries im Regierungsbezirk Schwaben in Bayern. Sie gehört zum Dekanat Weißenburg-Wemding im Bistum Eichstätt.
Die Kirche wurde im Jahr 1756 durch den Baumeister Johann Georg Hitzelberger errichtet. Das Deckengemälde wurde von Johann Georg Dieffenbrunner geschaffen. Es zeigt die Heilige Margaretha. Das Hochaltargemälde mit einer Darstellung des Abendmahls und die Seitenaltäre wurden von Johann Baptist Enderle geschaffen. Der linke Seitenaltar zeigt Immaculata, der rechte den heiligen Sebastian.
Die Kirche, deren Turm über einen gotischen Unterbau verfügt, ist unter dem Zeichen D-7-79-169-40 in die Denkmalliste des Freistaates Bayern eingetragen.